# Mumbwa
Mumbwa es una localidad de la provincia Central (Zambia), situada la Gran Carretera del Oeste. Su distrito, del que es capital, se sitúa en el suroeste de la provincia. Parte de su economía se basa en el algodón y en el distrito existe una base de la Fuerza Aérea de Zambia. 
El censo de 2010 registró una población de 22.247 personas.